# Восемнадцатая поправка к Конституции США

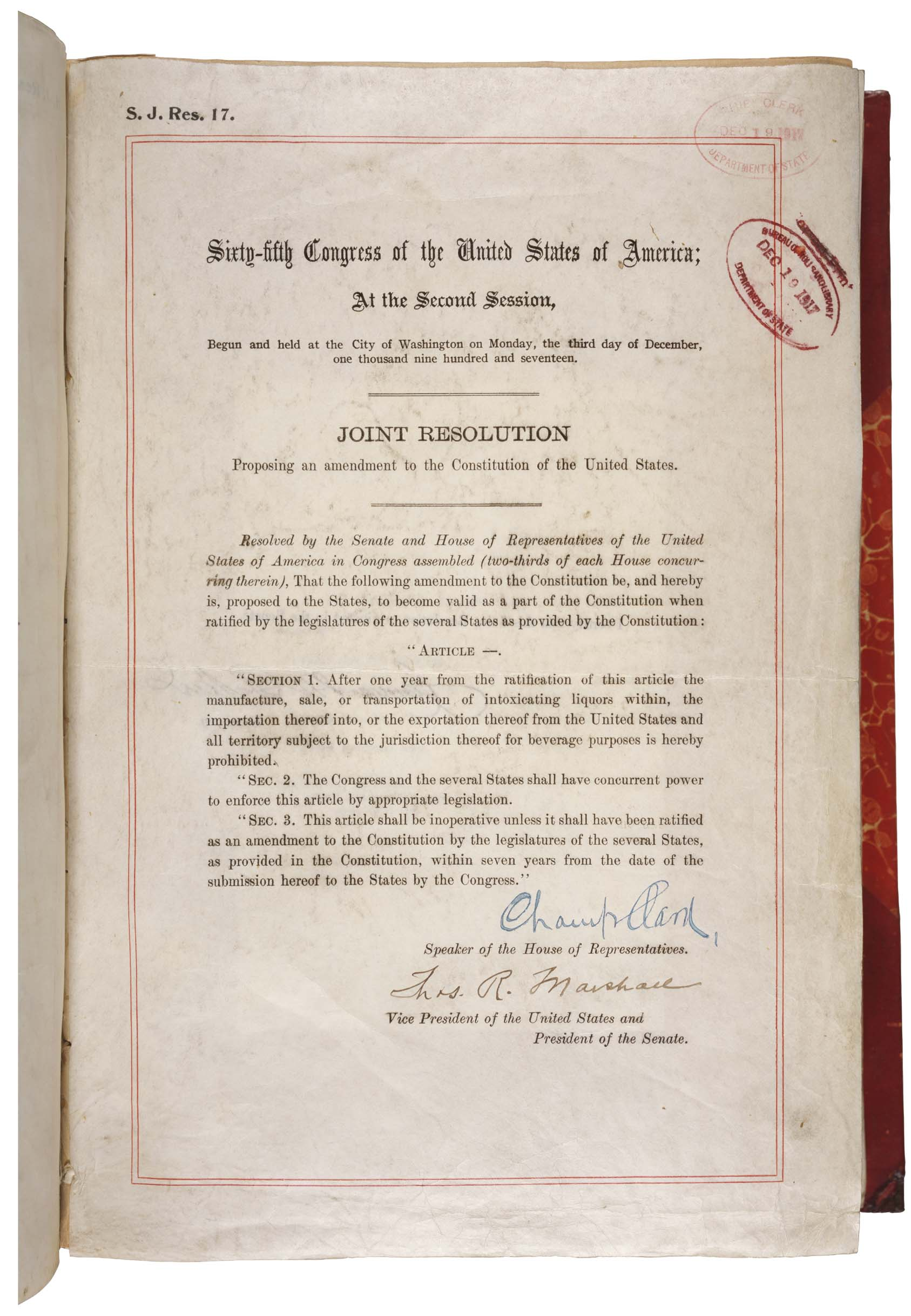
Официальный текст 18-й поправки в национальном архиве США

Восемнадцатая поправка к Конституции США — отменённая поправка, вводившая «Сухой закон» — потребление алкоголя официально не запрещалось, однако акт налагал запрет на его производство, продажу и транспортировку. Была принята Конгрессом 17 декабря 1917 года.
Текст поправки, состоявший из трёх разделов, гласил:

Раздел 1. По прошествии года после ратификации этой статьи закона, производство, продажа или же транспортировка дурманящего (intoxicating) спиртного внутри страны, импорт таковых в страну или же экспорт из страны в качестве напитков запрещены в США и на всех территориях, подпадающих под соответствующую юрисдикцию.
Раздел 2. Конгресс и Штаты должны иметь власть, достаточную для обеспечения действия этой статьи закона путём применения соответствующего законодательства.
Раздел 3. Эта статья закона не вступит в силу, если не будет в соответствии с Конституцией ратифицирована в качестве поправки к Конституции законодательными органами отдельных штатов в течение семи лет после даты подачи настоящего документа на рассмотрение Штатов Конгрессом.

1 августа 1917 года поправка была принята Сенатом США 65 голосами «за» против 20 «против» (36 представителей Демократической партии проголосовали «за», 12 — «против». Голоса среди республиканцев распределились следующим образом: 29 — «за», 8 — «против». В Палате Представителей, одобрившей поправку 17 декабря 1917 года, голоса распределились следующим образом: всего — 282 голоса «за», 128 «против»; среди демократов — 141 «за», 64 «против»; среди республиканцев — 137 «за», 62 «против»; четверо независимых парламентариев проголосовали за принятие поправки, двое — против. На следующий день, 18 декабря 1917 года Сенат 47 голосами против 8 принял резолюцию, передававшую поправку на ратификацию отдельными штатами.
Поправка была ратифицирована тремя четвертями штатов 16 января 1919 года. 29 января исполняющий обязанности государственного секретаря США Фрэнк Полк подтвердил ратификацию.
Поправка вступила в действие 17 января 1920 года, в самую раннюю дату, разрешенную Восемнадцатой поправкой.
В результате поправки на производстве и импорте алкоголя нажились гангстерские группировки.
Сухой закон был отменён Двадцать первой поправкой 5 декабря 1933 года, принятой под давлением общественности.